# Dillsburg
Dillsburg és una població dels Estats Units a l'estat de Pennsilvània. Segons el cens del 2000 tenia 2.063 habitants.

## Demografia
Segons el cens del 2000, Dillsburg tenia 2.063 habitants, 902 habitatges, i 579 famílies. La densitat de població era de 1.008,3 habitants per quilòmetre quadrat.
Dels 902 habitatges en un 30,3% hi vivien nens de menys de 18 anys, en un 50,1% hi vivien parelles casades, en un 10,8% dones solteres, i en un 35,7% no eren unitats familiars. En el 31,8% dels habitatges hi vivien persones soles el 14,7% de les quals corresponia a persones de 65 anys o més que vivien soles. El nombre mitjà de persones vivint en cada habitatge era de 2,29 i el nombre mitjà de persones que vivien en cada família era de 2,89.
Per edats la població es repartia de la següent manera: un 24,6% tenia menys de 18 anys, un 7,6% entre 18 i 24, un 31,2% entre 25 i 44, un 22,2% de 45 a 60 i un 14,5% 65 anys o més.
L'edat mediana era de 37 anys. Per cada 100 dones de 18 o més anys hi havia 81,2 homes.
La renda mediana per habitatge era de 37.530 $ i la renda mediana per família de 46.797 $. Els homes tenien una renda mediana de 42.235 $ mentre que les dones 21.995 $. La renda per capita de la població era de 19.801 $. Entorn del 7,5% de les famílies i el 6,3% de la població estaven per davall del llindar de pobresa.

## Poblacions més properes
El següent diagrama mostra les poblacions més properes.